# Крос Хил (Јужна Каролина)
Крос Хил (енгл. Cross Hill) град је у америчкој савезној држави Јужна Каролина.

## Демографија
По попису из 2010. године број становника је 507, што је 94 (-15,6%) становника мање него 2000. године.
| Група             | 2000.       | 2010.       |
| Белци             | 256 (42,6%) | 191 (37,7%) |
| Афроамериканци    | 334 (55,6%) | 301 (59,4%) |
| Азијати           | 3 (0,5%)    | 1 (0,2%)    |
| Хиспаноамериканци | 1 (0,2%)    | 10 (2,0%)   |
| Укупно            | 601         | 507         |